# J. Rosamond Johnson
John Rosamond Johnson solitamente indicato come J. Rosamond Johnson (Jacksonville, 11 agosto 1873 – New York, 11 novembre 1954) è stato un compositore e cantante statunitense durante il rinascimento di Harlem.

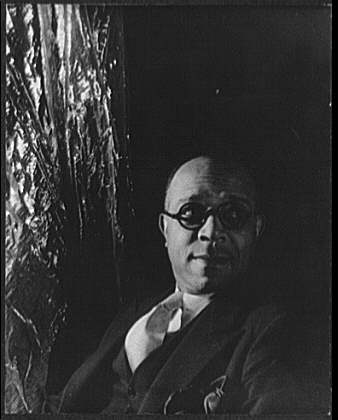
J. Rosamond Johnson, foto di Carl Van Vechten (1933)

Svolse gran parte della sua carriera a New York. É noto come il compositore dell'inno Lift Every Voice and Sing che fu eseguito, senza musica, per la prima volta dal vivo da 500 studenti neri americani della segregata Florida Baptist Academy di Jacksonville in Florida nel 1900. La canzone è stata pubblicata da Joseph W. Stern &amp; Co., Manhattan, New York (in seguito Edward B. Marks Music Company).
J. Rosamond Johnson era il fratello minore del poeta e attivista James Weldon Johnson, che scrisse il testo di Lift Every Voice and Sing. I due lavorarono insieme anche in cause legate alla NAACP.

## Biografia
J. Rosamond Johnson era figlio di Helen Louise Dillet, originaria di Nassau, Bahamas, e James Johnson. La sua bisnonna materna, Hester Argo, era fuggita da Saint-Domingue (ora Haiti) durante lo sconvolgimento rivoluzionario nel 1802, insieme ai suoi tre figli piccoli, tra cui (il nonno di Johnson, Stephen Dillet (1797–1880). Sebbene originariamente diretti a Cuba, la loro barca fu intercettata da corsari e furono invece portati a Nassau, alle Bahamas dove si stabilirono definitivamente. Nel 1833 Stephen Dillet fu il primo uomo di colore a vincere l'elezione alla legislatura delle Bahamas.
Johnson studiò al New England Conservatory e poi a Londra. La sua carriera iniziò come insegnante di scuola pubblica nella sua città natale di Jacksonville, in Florida. Trasferitosi a New York, iniziò la sua carriera nel mondo dello spettacolo insieme a suo fratello e al compositore Bob Cole. Come gruppo di autori di canzoni, scrissero opere come The Evolution of Ragtime (1903). Tra i primi lavori del gruppo una suite di sei canzoni di musica "negra". Realizzarono anche due operette di successo per Broadway con cast di attori neri: Shoo-Fly Regiment nel 1906 e The Red Moon nel 1908.
Johnson si esibì anche in queste operette interpretando il soldato Tuskegee che si arruola nella guerra ispano-americana in The Shoo Fly Regiment e l'afroamericano Plunk Green al fianco di Minnehaha di Abbie Mitchell, una donna mista indiana/nera, in The Red Moon. Questi spettacoli andarono oltre il teatro. Rosamond, insieme a suo fratello e Cole, evocò una presenza politica nell'inclusione di altre razze nei loro musical. In The Red Moon, Cole e Johnson infransero le linee razziali includendo una scena d'amore tra Rosamond e Minnehaha. Questo riflettore sui nativi americani venne accolto così bene che Rosamond venne inserito come "sottocapo" nella tribù irochese della riserva Caughnawaga di Montreal, che aveva una popolazione maggioritaria di etnia Mohawk.
Cole e i fratelli Johnson crearono e produssero anche diversi musical "bianchi": The Sleeping Beauty and the Beast nel 1901, In Newport nel 1904 e Humpty Dumpty nel 1904. Johnson avrebbe anche collaborato alla creazione di Hello Paris con J. Leubrie Hill nel 1911.
Johnson fu attivo in vari ruoli musicali durante la sua carriera. Girò il circuito del vaudeville e, dopo la morte di Cole, nel 1911, iniziò un tour di successo con Charles Hart e Tom Brown. A Londra, scrisse musica per una rassegna teatrale dal 1912 al 1913. Dopo essere tornato negli Stati Uniti, la Music School Settlement for Coloured di New York — fondata da David Mannes della New York Symphony Orchestra — lo nominò direttore e vi prestò servizio dal 1914 al 1919.
J. Rosamond Johnson prestò servizio come primo vice maresciallo per la storica parata di protesta silenziosa dei negri nel 1917.
Fu anche in tournée con i suoi gruppi, The Harlem Rounders e The Inimitable Five. Si esibì in concerti di spiritual negri con Emmanuel Taylor Gordon, all'Aeolian Hall di Manhattan.
La produzione londinese di Blackbirds di Lew Leslie del 1936 ingaggiò Johnson come direttore musicale. Durante gli anni 1930, Johnson cantò anche il ruolo di Frazier nella produzione originale di Porgy and Bess di George Gershwin, interpretando anche ruoli in altri drammi. Riprese il ruolo di Frazier nella registrazione in studio del 1951 di Porgy and Bess.
Realizzò anche quattro importanti raccolte di canzoni tradizionali afroamericane. Le prime due, compilate insieme a suo fratello James, sono The Book of American Negro Spirituals (1925) e The Second Book of Negro Spirituals (1926). Inoltre curò Shoutsongs (1936) e l'antologia di canzoni popolari Rolling Along in Song (1937).
Morì l'11 novembre 1954 a New York. La sua vedova, Nora E. Floyd Johnson, morì nel 1969.

## Opere musicali

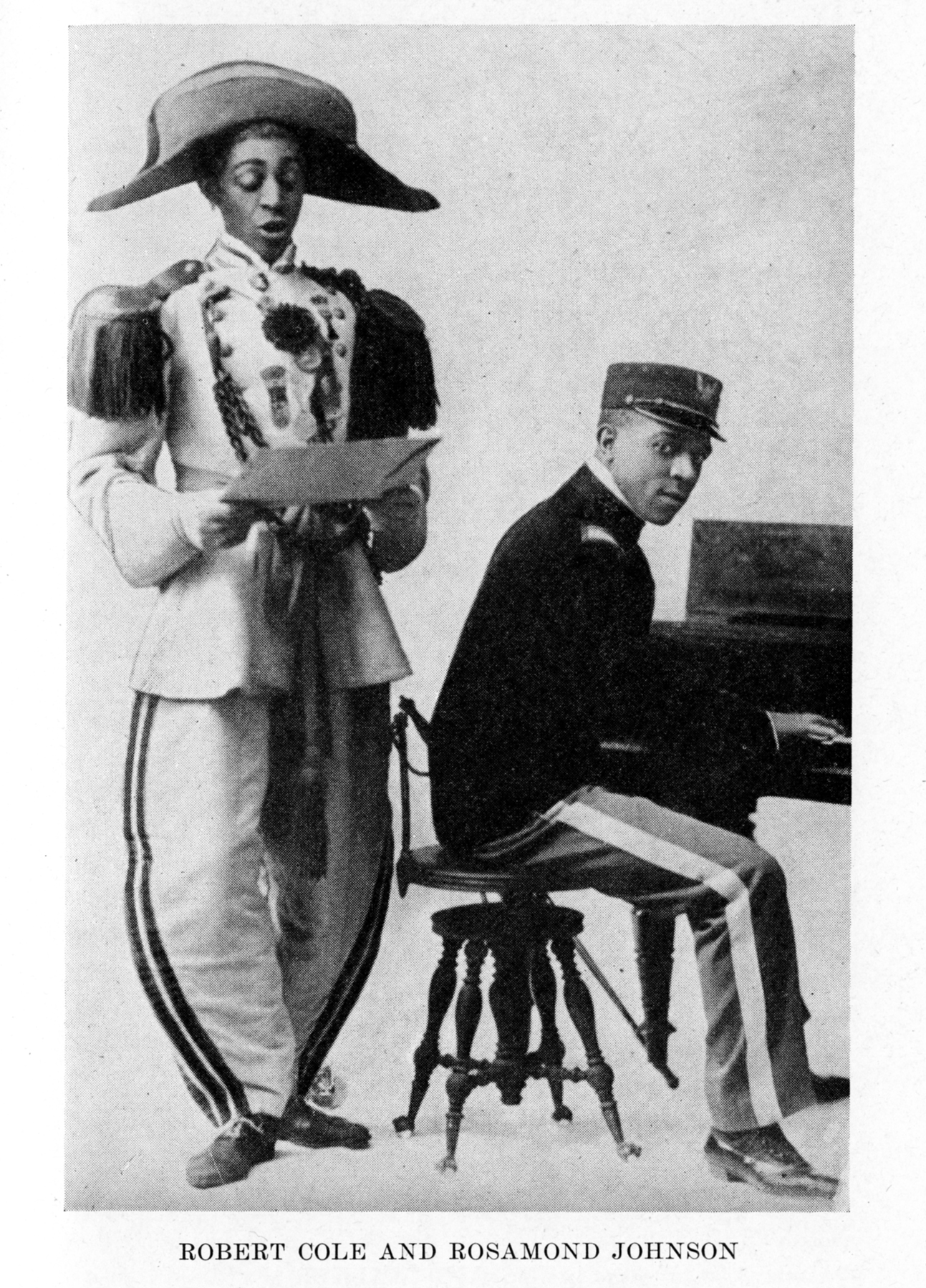
Robert Cole e Rosamond Johnson

- The Shoo-Fly Regiment (1906), operetta di Broadway
- The Red Moon (1908), operetta di Broadway
- The Sleeping Beauty and the Beast (1901), musical
- My Castle On The Nile, canzone (1901)[16]
- IMy heart's desiah is Miss Mariah (1901), canzone[17]
- In Newport (1904), musical
- Humpty Dumpty (1904), musical
- Mr. Lode of Koal (1909), musical
- Come Over Here (1912), musical
- The Maiden with the Dreamy Eyes, canzone
- Didn't He Ramble, canzone
- Li'l Gal, canzone
- Since You Went Away, canzone
- Lift Every Voice and Sing, canzone
- The Siberian Dip (1911), strumentale ragtime